# Seznam chráněných území v okrese Litoměřice
Toto je seznam chráněných území v okrese Litoměřice aktuální k roku 2023, ve kterém jsou uvedena chráněná území v oblasti okresu Litoměřice.
| Kód  | Obrázek                                                               | Typ  | Název                           | Rozloha (ha) | Galerie Commons                                                                | Popis území | Souřadnice                       |
| ---- | --------------------------------------------------------------------- | ---- | ------------------------------- | ------------ | ------------------------------------------------------------------------------ | --- | -------------------------------- |
| 2415 | Bílé stráně                                                           | NPP  | Bílé stráně                     | 0,99         | Kategorie „Bílé stráně“ na Wikimedia Commons                                   | Teplomilná společenstva na opuce | 50°33′30″ s. š., 14°7′55″ v. d.  |
| 5912 | Bílé stráně u Štětí                                                   | PP   | Bílé stráně u Štětí             | 12,498       | Kategorie „PP Bílé stráně u Štětí“ na Wikimedia Commons                        | Polopřirozené suché trávníky a facie křovin na vápnitých podložích | 50°28′16″ s. š., 14°22′48″ v. d. |
| 2421 | Borečský vrch                                                         | NPP  | Borečský vrch                   | 11,23        | Kategorie „Borečský vrch“ na Wikimedia Commons                                 | Ukázka mikroexhalací vodních par ze znělcové suti | 50°30′51″ s. š., 13°59′19″ v. d. |
| 2432 | Rašeliniště                                                           | PR   | Březina                         | 11,90        | Kategorie „Březina (nature reserve)“ na Wikimedia Commons                      | Živé rašeliniště ojedinělé v Českém středohoří, smíšené porosty a zbytek staré bučiny | 50°32′52″ s. š., 13°54′9″ v. d.  |
| 51   | Kuzov v popředí, dále Blešno, na pozadí Solanská hora                 | CHKO | České středohoří                | 107 000      | Kategorie „Chráněná krajinná oblast České středohoří“ na Wikimedia Commons     | Ochrana všech hodnot krajiny, jejího vzhledu a jejich typických znaků i přírodních zdrojů a vytváření vyváženého životního prostředí | 50°39′5″ s. š., 14°13′33″ v. d.  |
| 5651 | Dobříňský háj                                                         | PP   | Dobříňský háj                   | 21,202       | Kategorie „Dobříňský_háj“ na Wikimedia Commons                                 | Přírodě blízká lesní vegetace podsv. Ulmenion v aluviu Labe s masovým výskytem sněženky podsněžníku (Galanthus nivalis), významným výskytem ohrožených druhů xylobiontního hmyzu a zahrnující rovněž zbytek starého stromořadí s převahou dubu letního | 50°26′35″ s. š., 14°17′29″ v. d. |
|      | PR Pístecký les v Dolním Poohří                                       | PřP  | Dolní Poohří                    | 4 000        | Kategorie „Nature park Dolní Poohří“ na Wikimedia Commons                      | Fragmenty lužních lesů podél meandrujícího koryta řeky Ohře | 50°24′37″ s. š., 14°6′15″ v. d.  |
| 2487 |                                                                       | NPP  | Dubí hora                       | 0,089        | Kategorie „NPP Dubí hora“ na Wikimedia Commons                                 | Ukázka bochníkovitého rozpadu čediče a klenbovitého uspořádání sloupců | 50°37′22″ s. š., 14°21′56″ v. d. |
| 5733 | prvosenky jarní v PP Evaňská rokle                                    | PP   | Evaňská rokle                   | 16,526       | Kategorie „Evaňská rokle“ na Wikimedia Commons                                 | Polopřirozené suché trávníky a facie křovin na vápnitých podložích, dubohabřiny s význačným výskytem vzácných druhů rostlin, hub a živočichů | 50°22′58″ s. š., 14°1′53″ v. d.  |
| 5914 |                                                                       | PR   | Holý vrch                       | 37,3552      | Kategorie „Holý vrch (Úštěcká pahorkatina)“ na Wikimedia Commons               | Polopřirozené suché trávníky a facie křovin na vápnitých podložích, dubohabřiny a Panonské šípákové doubravy | 50°31′53″ s. š., 14°14′3″ v. d.  |
| 113  | čedičová skála na území PR                                            | PR   | Holý vrch u Hlinné              | 13,58        | Kategorie „Holý vrch u Hlinné“ na Wikimedia Commons                            | Stepní květena s koniklecem otevřeným (Pulsatilla patens) | 50°34′39″ s. š., 14°6′50″ v. d.  |
| 5745 | Celkový pohled na horu Říp                                            | PP   | Říp                             | 81,3974      | Kategorie „Hora Říp (natural monument)“ na Wikimedia Commons                   | Ochrana evropsky významné lokality Hora Říp s následujícími evropskými stanovišti: kontinentální opadavé křoviny; vápnité nebo bazické skalní trávníky; panonské skalní trávníky, polopřirozené suché trávníky a facie křovin na vápnitých podložích; chasmofytická vegetace silikátových skalnatých svahů; lesy svazu Tilio-Acerion na svazích, sutích a v roklích s celou řadou vzácných druhů rostlin (zejména křivatec český pravý, zvonek boloňský nebo čistec německý) a bezobratlých živočichů (zejména roháč obecný, přástevník kostivalový či lišaj pryšcový) | 50°23′9″ s. š., 14°17′22″ v. d.  |
| 121  | Pohled na Hradiště z rozhledny na Varhošti. V popředí ves Kundratice. | PP   | Hradiště                        | 5,249        | Kategorie „Hradiště (přírodní památka, okres Litoměřice)“ na Wikimedia Commons | Stepní květena s koniklecem otevřeným (P. patens) | 50°34′8″ s. š., 14°6′51″ v. d.   |
| 1641 | Pohled na Kalvárii od obce Velké Žernoseky                            | PR   | Kalvárie                        | 8,71         | Kategorie „Kalvárie (Nature reserve)“ na Wikimedia Commons                     | Kalvárie a Vendula, dva typické vrcholy Českého středohoří s hodnotnými společenstvy | 50°32′50″ s. š., 14°2′57″ v. d.  |
| 169  | Národní přírodní památka Kleneč                                       | NPP  | Kleneč                          | 5,35         | Kategorie „Kleneč (national natural monument)“ na Wikimedia Commons            | Naleziště endemického druhu hvozdíku písečného českého (Dianthus arenarius subsp. bohemicus) | 50°23′20″ s. š., 14°15′23″ v. d. |
| 23   | Mšenské pokličky                                                      | CHKO | Kokořínsko                      | 27 000       | Kategorie „CHKO Kokořínsko“ na Wikimedia Commons                               | Ochrana všech hodnot krajiny, jejího vzhledu a jejich typických znaků i přírodních zdrojů a vytváření vyváženého životního prostředí | 50°29′41″ s. š., 14°32′3″ v. d.  |
| 187  | Popis obrazku                                                         | PP   | Košťálov                        | 5,95         | Kategorie „Košťálov (natural monument)“ na Wikimedia Commons                   | Teplomilná společenstva na vyvřelinách Českého středohoří | 50°29′25″ s. š., 13°59′8″ v. d.  |
| 1181 | Přírodní památka Koštice                                              | PP   | Koštice                         | 2,519        | Kategorie „Koštice (natural monument)“ na Wikimedia Commons                    | Společenstva subhalofilních rostlin na podmáčených a rozvolněných stanovištích zaplavovaných luk s výskytem nejpočetnější populace ostřice černoklasé v Čechách a dalších vzácných druhů (šišák hrálolistý, ožanka čpavá, bahnička jednoplevná) | 50°24′6″ s. š., 13°57′47″ v. d.  |
| 202  |                                                                       | PP   | Kuzov                           | 7,12         |                                                                                | Dva čedičové hřbety se skalní stepí | 50°28′32″ s. š., 13°54′13″ v. d. |
| 214  |                                                                       | PR   | Lipská hora                     | 22,22        | Kategorie „Lipská hora (České středohoří)“ na Wikimedia Commons                | Část výrazné znělcové dominanty s typickými geobiocenózami skal a sutí | 50°30′46″ s. š., 13°54′47″ v. d. |
| 225  | Interiér lužního lesa v PR Loužek                                     | PR   | Loužek                          | 11,22        | Kategorie „Loužek (nature reserve)“ na Wikimedia Commons                       | Smíšený lužní porost v údolní nivě Ohře | 50°26′58″ s. š., 14°9′37″ v. d.  |
| 226  |                                                                       | NPR  | Lovoš                           | 74,527       | Kategorie „Lovoš (national nature reserve)“ na Wikimedia Commons               | Vrchol a svahy hory Lovoš s teplomilnými společenstvy a šípákovou doubravou | 50°31′44″ s. š., 14°1′3″ v. d.   |
| 242  |                                                                       | NPR  | Milešovka                       | 25,5         | Kategorie „Milešovka (national nature reserve)“ na Wikimedia Commons           | Nejvyšší hora Českého středohoří s typickými společenstvy lesů, stepí a skal | 50°33′18″ s. š., 13°55′54″ v. d. |
| 5734 | PP Mokřad pod Terezínskou pevností                                    | PP   | Mokřad pod Terezínskou pevností | 3,628        | Kategorie „Mokřad pod Terezínskou pevností“ na Wikimedia Commons               | Ochrana evropsky významné lokality - vlhkomilná vysokobylinná lemová společenstva nížin a horského až alpínského stupně s význačným výskytem rostliny žluťucha žlutá | 50°31′5″ s. š., 14°9′56″ v. d.   |
| 2110 | Označení rezervace                                                    | PR   | Mokřady dolní Liběchovky        | 36,46        | Kategorie „Mokřady dolní Liběchovky“ na Wikimedia Commons                      | Ochrana rozsáhlé soustavy mokřadů v nivě potoka Liběchovka | 50°26′ s. š., 14°28′29″ v. d.    |
| 253  | Památný dub v PR Myslivna                                             | PR   | Myslivna                        | 35,41        | Kategorie „Myslivna (nature reserve)“ na Wikimedia Commons                     | Lužní porost s mokřady a tůněmi a bohatým bylinným patrem | 50°23′45″ s. š., 14°4′50″ v. d.  |
| 1286 | Vemeníky rostoucí na lokalitě                                         | PR   | Na Černčí                       | 6,80         | Kategorie „Na Černčí“ na Wikimedia Commons                                     | Velmi bohatá lokalita vstavačovitých (Orchidaceae) | 50°32′51″ s. š., 14°22′28″ v. d. |
| 5750 | Svahy v PP Na Dlouhé stráni nad tratí ze Straškova do Libochovic      | PP   | Na Dlouhé stráni                | 12,605       | Kategorie „Na Dlouhé stráni“ na Wikimedia Commons                              | Ochrana EVL s význačným výskytem rostlin bělozářka liliovitá, hvězdnice zlatovlásek, kozinec rakouský, k. dánský a k. vičencový | 50°22′31″ s. š., 14°8′1″ v. d.   |
| 5910 | PP Písčiny u Oleška                                                   | PP   | Písčiny u Oleška                | 26,9208      | Kategorie „Písčiny u Oleška“ na Wikimedia Commons                              | Otevřené trávníky kontinentálních dun s paličkovcem a psinečkem a s význačným výskytem vzácných druhů rostlin (šater svazčitý, smil písečný) a živočichů (přástevník kostivalový, lišaj pryšcový, mol či zlatěnky, kovaříci, pavouci) | 50°28′59″ s. š., 14°12′3″ v. d.  |
| 3373 | Pístecký les                                                          | PR   | Pístecký les                    | 184,46       | Kategorie „Pístecký les“ na Wikimedia Commons                                  | Souvislý komplex lužních lesů v nivě dolní Ohře, doprovázející jeden z posledních nížinných úseků řeky se zachovalou přírodní dynamikou | 50°25′8″ s. š., 14°8′22″ v. d.   |
| 6271 |                                                                       | PR   | Píšťanský luh                   | 19,3569      |                                                                                | Lesní a křovinné ekosystémy lužních lesů a vrbových křovin podél řeky Labe, mokřadní ekosystémy rákosin a vegetace vysokých ostřic, bahnitých říčních náplavů a makrofytní vegetace přirozeně eutrofních a mezotrofních stojatých vod a toků | 50°31′54″ s. š., 14°3′47″ v. d.  |
| 319  |                                                                       | PP   | Plešivec                        | 32,65        | Kategorie „Plešivec (natural monument)“ na Wikimedia Commons                   | Mimojeskynní výskyt ledu v čedičové suti | 50°33′55″ s. š., 14°5′22″ v. d.  |
| 356  |                                                                       | PP   | Radobýl                         | 6,0          | Kategorie „Radobýl“ na Wikimedia Commons                                       | Bohaté naleziště divizny brunátné (Verbascum phoeniceum) v různých barevných variacích | 50°31′48″ s. š., 14°5′37″ v. d.  |
| 854  |                                                                       | PP   | Radouň                          | 2,85         | Kategorie „Radouň (natural monument)“ na Wikimedia Commons                     | Opukové stráně s výskytem vstavače vojenského (Orchis militaris) a populací dalších na ně vázaných druhů | 50°29′6″ s. š., 14°24′6″ v. d.   |
| 383  |                                                                       | NPR  | Sedlo                           | 42,2         | Kategorie „Sedlo (České středohoří)“ na Wikimedia Commons                      | Tefritový hřbet se skalami a sutěmi, porosty pralesového charakteru, stepní a lesostepní květena | 50°35′35″ s. š., 14°15′50″ v. d. |
| 5913 | Památka v květnu 2017                                                 | PP   | Skalky u Třebutiček             | 64,3031      | Kategorie „Skalky u Třebutiček“ na Wikimedia Commons                           | Polopřirozené suché trávníky a facie křovin na vápnitých podložích, dubohabřiny, panonské šípákové doubravy a Eurosibiřské stepní doubravy | 50°32′13″ s. š., 14°14′54″ v. d. |
| 3372 | Slatiniště u Vrbky                                                    | PP   | Slatiniště u Vrbky              | 4,51         | Kategorie „Slatiniště u Vrbky“ na Wikimedia Commons                            | Reliktní mokřadní biocenózy vázané na ložisko slatinného humolitu | 50°23′13″ s. š., 14°7′54″ v. d.  |
| 5751 | PP Sovice u Brzánek                                                   | PP   | Sovice u Brzánek                | 1,16         | Kategorie „Sovice u Brzánek“ na Wikimedia Commons                              | Polopřirozené suché trávníky a facie křovin na vápnitých podložích | 50°27′54″ s. š., 14°18′22″ v. d. |
| 5749 | Památka v květnu 2017                                                 | PP   | Stráně nad Suchým potokem       | 6,92         | Kategorie „Stráně nad Suchým potokem“ na Wikimedia Commons                     | polopřirozené suché trávníky a facie křovin na vápnitých podložích, brukev prodloužená pravá | 50°31′41″ s. š., 14°15′42″ v. d. |
| 5748 | Stráně u Drahobuzi                                                    | PP   | Stráně u Drahobuzi              | 8,09         | Kategorie „Stráně u Drahobuzi“ na Wikimedia Commons                            | polopřirozené suché trávníky a facie křovin na vápnitých podložích, vstavač osmahlý, tořič hmyzonosný a sklípkánek pontický | 50°31′31″ s. š., 14°20′10″ v. d. |
| 5911 | Památka v květnu 2017                                                 | PP   | Stráně u Velkého Újezdu         | 6,3166       | Kategorie „Stráně u Velkého Újezdu“ na Wikimedia Commons                       | Polopřirozené suché trávníky a facie křovin na vápnitých podložích | 50°32′18″ s. š., 14°13′3″ v. d.  |
| 5762 | Helmovka narůžovělá v PP Údolí Podbradeckého potoka                   | PP   | Údolí Podbradeckého potoka      | 89,9026      | Kategorie „Údolí Podbradeckého potoka“ na Wikimedia Commons                    | polopřirozené suché trávníky a facie křovin na vápnitých podložích, dubohabřiny, šípákové doubravy s význačným výskytem vzácných druhů rostlin, živočichů a hub | 50°22′35″ s. š., 14°6′30″ v. d.  |
| 5638 | PP V kuksu v červnu 2021                                              | PP   | V kuksu                         | 21,089       | Kategorie „V kuksu“ na Wikimedia Commons                                       | Populace a biotop střevíčníku pantoflíčku a dalších druhů rostlin čeledi Orchidaceae, včetně jejich biotopů | 50°31′18″ s. š., 14°21′30″ v. d. |
| 5744 | PP Vrch Hazmburk                                                      | PP   | Vrch Hazmburk                   | 60,91        | Kategorie „Vrch Hazmburk“ na Wikimedia Commons                                 | EVL Vrch Hazmburk, vzácné druhy rostlin a bezobratlých, též obnažené skalních výchozy, stepní a lesostepní biotopy, extenzivně využívané sady a organismy na ně vázané | 50°41′8″ s. š., 13°42′17″ v. d.  |
| 5909 |                                                                       | PP   | Vrbka                           | 15,4803      | Kategorie „Vrbka (natural monument)“ na Wikimedia Commons                      | Polopřirozené suché trávníky a facie křovin na vápnitých podložích, dubohabřiny s význačným výskytem vzácných druhů rostlin, živočichů a hub | 50°23′29″ s. š., 14°9′37″ v. d.  |